# 澤田茉奈
澤田 茉奈（さわだ まな、2010年 - ）は、日本のBMX選手。埼玉県本庄市出身。
2022年のUCIワールドチャレンジでは日本人女子初の20インチ、24インチ同時優勝を果たす。

## 略歴
国営ひたち海浜公園 で偶然BMXコースに出会い、BMXを始める。5歳から国内外のBMXレースに参戦。

## 戦績
- 2021年：JBMXF大東建託シリーズ 第2,3,6戦　 優勝
- 2022年： JBMXF大東建託シリーズ 第1,2戦 優勝
- 2022年：UCI BMXレーシング世界選手権ワールドチャレンジ クルーザー 女子12アンダー 優勝
- 2022年：UCI BMXレーシング世界選手権ワールドチャレンジ 20インチ 女子12歳 優勝
- 2022年：JBMXF大東建託シリーズ 第3,4,5戦 優勝
- 2022年：第39回 JCF全日本BMX選手権大会優勝
- 2022年：JBMXF大東建託シリーズ 第6戦 優勝
- 2023年：BMX World Championship　20インチ 優勝
- 2023年：BMX racing世界選手権　グラスゴー大会優勝
- 2024年：UCI 2024 BMXレーシングワールドチャレンジ　ガールズ14歳2位
- 2024年：JAPAN CYCLING AWARDS 2024ネクストジェネレーション賞
- 2025年：JBMXF大東建託シリーズ第1戦笠岡大会　 優勝
- 2025年：JBMXF大東建託シリーズ第2戦大阪大会　 優勝
- 2025年：JBMXF大東建託シリーズ第3戦千葉大会、第4戦東京大会　 優勝
- 2025年：JBMXF大東建託シリーズ第6　 優勝
- 2025年：2025juniorOlympicCup　girls15-16クラスと24インチのgirls13-16クラスに出場し、20インチ 優勝 、24インチ 優勝
- 2025年：UCI 2025 BMXレーシングワールドチャレンジ　ガールズ15歳　優勝

## 出演

### テレビ番組
- 2023年7月：ライオンのミライ☆モンスター（フジテレビ）

## スポンサー
- 「サンリオ次世代応援プロジェクト」のメンバーに選出
- 八木建設株式会社[3]
- 沖電気工業株式会社